# Discovery Bay (vik i Australien)
Discovery Bay är en vik i Australien. Den sträcker sig ca 70 km från Cape Northumberland i delstaten South Australia i nordväst, till Cape Bridgewater i delstaten Victoria i sydöst.